# Om (rivier)
De Om (Russisch: Омь) is een Russische rivier in het zuiden van het West-Siberisch Laagland. Het is een zijrivier van de Irtysj binnen het stroomgebied van de Ob. De rivier ontspringt in de Vasjoeganmoerassen op de grens van de oblasten Novosibirsk en Tomsk. De rivier stroomt door de oblasten Novosibirsk en Omsk. Zijrivieren zijn de Itsja, Oegoermanka, Oezakla, Kama en Tartas.
De belangrijkste steden aan de rivier zijn Barabinsk, Kalatsjinsk, Koejbysjev en Omsk (bij de instroom in de Irtysj).